# エディ・ダニエルズ
エディ・ダニエルズ（Eddie Daniels、1941年10月19日 - ）は、アメリカ・ニューヨーク出身のリード楽器演奏家。主にジャズのクラリネット・プレイヤーとして知られるが、ジャズとクラシック音楽の両方のジャンルで活躍する技巧派のプレイヤーとしても知られており、アルト及びテナー・サックス、フルートも優れた演奏技術を持つ。

## 略歴
ダニエルズはルーマニアからの移民である母親から、ニューヨークのユダヤ人一家の一員として生まれ、ブルックリンのブライトンビーチ近くで育てられた。ティーンエイジャーの頃にレコードを聴いて、フランク・シナトラのような歌手の伴奏をする演奏家に心を打たれ、ジャズに興味を持つようになった。初めて触れた楽器はアルト・サクソフォーンで、15歳でニューポート・ジャズ・フェスティバルの青少年コンテスト部門に出演した。また、カレッジ入校の頃にはクラリネットも演奏するようになっていた。
その後、サド・ジョーンズとの共演など、様々なバンドや小編成のグループ、あるいはオーケストラの演奏旅行や録音に参加し、幾度となくテレビにも出演したが、1980年代以降、40歳を過ぎてからは主にクラリネットに傾注し、1989年にはロジャー・ケラウェイ編曲による「Memos from Paradise」の演奏でグラミー賞を獲得した。
2000年代には、ゴードン・グッドウィン率いるビッグ・ファット・バンドの1枚目のアルバム『Swingin' for the Fences』（2001年）にゲスト・プレイヤーとして参加、2枚目のアルバム『XXL』（2003年）でグッドウィン編曲によるモーツァルトの「交響曲第40番」で、3枚目のアルバム『The Phat Pack』（2006年）においては「Under The Wire」でフィーチャーされソロをとった。
2009年、スイス人作曲家でサクソフォーン奏者のダニエル・シュナイダーによって、ダニエルズのために『クラリネットとオーケストラのための協奏曲 MATRIX 21』が作曲、献呈された。この作品はローザンヌ室内管弦楽団の委嘱によるもので、2010年1月に芸術監督クリスティアン・ツァハリアスの指揮により世界初演された。アメリカでは2010年7月18日、クレステッド・ビュッテ音楽祭（the Crested Butte Music Festival）において音楽監督イェンス・ゲオルク・バッハマンの指揮で初演された。
これまでに5度、グラミー賞にノミネートされている（1986年、1987年、1992年、2007年、2018年）。
共演者としてはサド・ジョーンズのほか、ゲイリー・バートン、マルグリュー・ミラー、ローランド・ハナ、リチャード・デイヴィス、読売日本交響楽団らが挙げられる。日本人ミュージシャンでは日野皓正、菊地雅章らとのレコーディングがあり、1991年にはブルーノート東京に来演している。

## ディスコグラフィ

### リーダー・アルバム
- First Prize! (1966年、Prestige)
- 『ディス・イズ・ニュー』 - This Is New (1968年、Columbia) ※with 日野皓正
- 『エディ・ダニエルズ&バッキー・ピザレリ』 - A Flower for All Seasons (1973年、Choice) ※with バッキー・ピザレリ、旧邦題『フラワー・フォー・オール・シーズン』
- Blue Bossa (1973年、Candid)
- Brief Encounter (1977年、Muse)
- Morning Thunder (1978年、Columbia)
- 『ストリート・ウィンド』 - Streetwind (1978年、T.K.)
- 『ブレイクスルー』 - Breakthrough (1986年、GRP) ※ロンドン交響楽団との共演を果たし、クラシックとジャズを融合させたアルバム
- 『バードに愛をこめて』 - To Bird with Love (1987年、GRP)
- 『メモズ・フロム・パラダイス』 - Memos from Paradise (1988年、GRP)
- 『ブラックウッド』 - Blackwood (1989年、GRP)
- 『ネペンテス』 - Nepenthe (1990年、GRP)
- 『…ディス・イズ・ナウ』 - This Is Now (1991年、GRP)
- 『ベニー・ライズ・アゲイン』 - Benny Rides Again (1992年、GRP) ※with ゲイリー・バートン
- Brahms: Clarinet Quintet, Op. 115 (1993年、Reference)
- 『アンダー・ジ・インフルーエンス〜スタン・ゲッツに捧ぐ』 - Under the Influence (1993年、GRP)
- 『リアルタイム』 - Real Time (1994年、Chesky)
- The Five Seasons (1995年、Shanachie)
- 『ジムノペディ』 - Beautiful Love (1997年、Shanachie)
- Blues for Sabine (1999年、EMI)
- Swing Low Sweet Clarinet (2000年、Shanachie)
- Crossing the Line (2004年、Summit)
- Mean What You Say (2005年、IPO)
- Beautiful Love (2006年、Shanachie)
- Homecoming: Eddie Daniels Live at the Iridium (2007年、IPO)
- A Duet of One (2009年、IPO)
- Live at the Library of Congress (2012年、IPO)
- Duke at the Roadhouse: Live in Santa Fe (2013年、IPO)
- Just Friends: Live at the Village Vangaurd (2017年、Resonance)
- Heart of Brazil (2018年、Resonance) [1]
- Night Kisses (2020年、Resonance)